# Чешская золотистая (порода кур)
Чешская золотистая — легковесная чехословацкая порода кур яичной направленности. Выведена в Чехословакии в 1950-х и 1960-х годах на основе местных кур. В СССР была завезена в 1977 году. Для птиц данной породы характерна окраска диких банкивских кур: курочки имеют куропатчатый окрас с золотисто-желтой шеей, а петухи демонстрируют золотисто-желто-красный верх (грива и поясница) и чёрный низ. Одним из важных отличительных признаков данной породы также является оливковая окраска ног. Особой чертой породы является необычная окраска пуха у суточных цыплят, которая отличает их от всех других пород: черная крапчатость по золотисто-желтому пуху, откуда и пошло чешское название породы «злато крапинка».
Живая масса взрослых кур достигает 1,6—2,2 кг, а петухов — 2,0—2,5 кг. Яйценоскость за первый год продуктивности в одних источниках указывается как 160—170 яиц, в других 170—210. Масса яйца составляет порядка 54—57 г., окраска скорлупы кремовая. В настоящее время племенное стадо породы содержится в Экспериментальном хозяйстве ВНИИГРЖ Россельхозакадемии. Как и большинство лёгких яичных кур, порода характеризуется повышенной активностью и подвижностью. Куры данной породы заносятся в 5,5 месяцев. Сохранность молодняка достигает 92 %, взрослых кур 78 %.